# 심광언
심광언(沈光彦, 1490년 ~ 1568년)은 조선의 문신으로, 자는 언지(彦之), 호는 둔암(鈍庵), 시호는 호안(胡安), 본관은 청송(靑松)이다.

## 가계
심지원 참조

## 생애

### 중종조
1519년(중종 14년) 생원시와 진사시에 연이어 합격하고 1525년 식년문과에 장원으로 급제하여 사간원 정언, 성균관 전적, 홍문관 부수찬, 홍문관 교리, 홍문관 응교, 사헌부 장령, 성균관 전적, 파주목사, 사복시정, 부평부사, 사간원 대사간, 병조참지, 예조참의를 지냈다. 1543년 예조참판이 되어 사은사로 명나라에 다녀왔다.

### 인종조
1545년(인종 1년) 인종이 즉위하자 전라도 관찰사가 되었다.

### 명종조
1545년(명종 즉위년) 명종이 즉위하자 전라도 관찰사로 있다가 1547년(명종 2년) 이조참의, 1549년 호조참판, 1550년(명종 5년)에는 이조참판 겸 동지의금부사로 《중종실록》과 《인종실록》 편찬에 참여하였다. 1552년 형조참판, 1553년 한성부판윤, 1554년 형조판서, 1555년 공조판서, 1556년 종부시 제조, 호조판서, 공조판서, 1557년 형조판서, 1558년 한성부판윤, 지중추부사, 형조판서, 1559년 의정부 우참찬, 1561년 지중추부사, 1566년 한성부판윤, 지돈녕부사를 지냈다.

## 평가
성품이 검소하고 엄격하여 직무에 매우 공정하였다. 권세와 재물을 즐기지 않았고, 직언을 잘하였다. 특히, 법률에 밝아 형정을 오랫동안 주관하며 송사를 바르게 처리하였다. 시호는 호안(胡安)이다.— 한국민족문화대백과 - 심광언(沈光彦)

## 참조
- 《중종실록》
- 《인종실록》
- 《명종실록》
- 《한국민족문화대백과》